# Cirrhigaleus asper

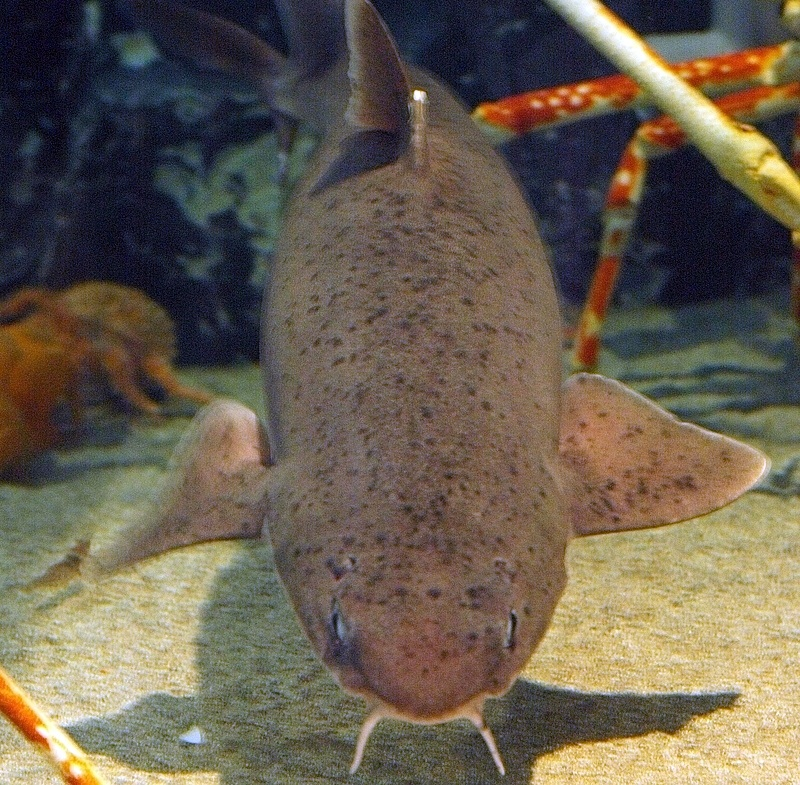
Un esemplare in acquario

Cirrhigaleus asper, conosciuto comunemente come pescecane pellerugosa è uno squalo appartenente alla famiglia Squalidae.

## Distribuzione e habitat
Questa specie è diffusa in tutti gli oceani, a latitudini comprese tra i 35° N e i 35° S, in acque profonde dai -200 ai -600 m: nell'Oceano Atlantico occidentale, dalla costa della Carolina del Nord al Golfo del Messico, nell'Oceano Indiano occidentale, dalle coste del Mozambico al Sudafrica, fino alle Isole Comore e Riunione, nel Pacifico è diffusa solamente alle isole Hawaii.

## Descrizione
La forma è quella tipica squaliforme, con muso appuntito, ampia bocca con grossi denti, corpo allungato, idrodinamico, pinne triangolari e coda fortemente bilobata e asimmetrica. Come suggerisce anche il nome comune, la pelle di questo squalo è sensibilmente ruvida. Raggiunge una lunghezza massima di 120 cm.

## Riproduzione
È ovoviviparo e partorisce cucciolate di 21-22 piccoli.

## Alimentazione
Si nutre prevalentemente di pesci ossei e calamari.